# Демагогія
Демаго́гія (дав.-гр. δημαγωγία — дослівно «веду народ» , або «керівництво народом») — маніпуляція інформацією, набір ораторських і полемічних прийомів та засобів, завдяки яким вводять аудиторію в оману і схиляють на свій бік. Найчастіше застосовується для досягнення політичних цілей, у рекламі і пропаганді.

## Етимологія терміна
Демагог — демократ і диктатор у Стародавній Греції; також популіст, «народний» політик. Спочатку слово не мало негативного відтінку і позначало те, що згодом Аристотель (бути може, через дискредитацію терміна «демагог») передавав через вираз «простатит (захисник, представник інтересів) народу». «Простатитами народу», тобто демократичними лідерами, протягом більшої частини V ст. до н. е. були вихідці зі знатних родів, на зразок Фемістокла або Перикла. Положення міняється до кінця сторіччя, коли на авансцену політичного життя виходять незнатні «вискочки», на кшталт власника шкіряної майстерні Клеона або власника майстерні ламп Гіпербола, з радикальними політичними намірами (у сучасній історіографії їх звуть «вождями радикальної демократії»). Противники звинувачували їх у популізмі, політичній безвідповідальності, корупції та грі на найнижчих і темних інстинктах натовпу. Завдяки їм поняття «демагог» починає позначати політика-популіста і наближається до сучасного значенням. У сенсі сучасного терміна «популіст» воно використовувалося ще в XIX столітті, наприклад для позначення революційних лідерів. Більш того, «Словник іноземних слів» (1954) визначає термін «демагог» як «політикан, особа, яка намагається зробити себе популярною серед народних мас негідними засобами (викривленням фактів, лестощами тощо)», тобто цілком у давньогрецькому сенсі цього слова.
Вразлива сатира на політичну демагогію, яка й досі не втратила актуальності, зустрічається в комедії Аристофана «Вершники», спрямована особисто проти Клеона. Клеон показаний у ній під ім'ям Пафлагонця, раба, що вижив з розуму старого Демоса («Народу»), а також який обманював і оббирав свого пана.
В. І. Даль визначає демагога так — «крайній демократ, який добивається влади в ім'я народу; таємний збурювач; поборник, що бажає повалити порядок управління», а демагогію як «панування влади народу, черні в управлінні».

## Демагогічні засоби

### Помилковісилогізмиісофізми
Найбільш загальна форма демагогічного прийому — навмисне порушення логіки, коли висловлювання, зовні зберігаючи логічність, фактично містять логічні помилки. У простій формі хибний силогізм можна характеризувати наступним прикладом:
```
Ми
 
— руді.
Леви
 
— руді.
Отже, ми
 
— леви!
```

або:
```
Наші солдати завжди несуть мир.
Вони стріляли в наших солдат.
Значить, вони агресори!
```

Софізми відрізняються більшою складністю.

### Підміна тези
Підміна тези (лат. ignoratio elenchi) полягає в тому, що учасник дискусії будує свій доказ у припущенні, що опонент зробив деяке (зазвичай слабке або неправильне) твердження, створюючи у не дуже уважних глядачів (а іноді навіть у опонента) відчуття, ніби той справді зробив таке твердження. Зазвичай це досягається багаторазовим повтором.
Наприклад, для доказу невинності людини наводять тези, що вона є добрим робітником, зразковим батьком, чуйна до оточення. Насправді всі такі тези приводять до висновку, що людина добра, який не тотожний початковій тезі (людина невинна).
При підміні тези, почавши доводити одне твердження, демагог поступово переходить до доказу й обґрунтування іншого твердження. Часто підміну тези застосовують для спростування якихось тверджень опонента, коли насправді спростовується твердження лише подібне до початкового.

### Концентрація на деталях
Часто в дискусії розглядаються незначні факти і обставини; іноді розвивається перша, яка прийшла в голову з даного приводу, асоціація.
Досвідчений демагог намагається сконцентруватися на помилці або неточності, навіть абсолютно незначних, або зволіканні опонента.
Цей прийом має побутову назву «підміна поняття».

### Перехід від обговорення предмета суперечки до обговорення особистості (аргумент до особистості)
Замість того, щоб доводити істинність своїх положень і спростовувати аргументацію опонента, демагог може звертатися до прийому ad hominem — критикувати не аргументи, а особистість опонента, намагаючись переконати глядачів, що опонент — поганий, негідний, що не розбирається в питанні, упереджена або лицемірна людина.
|                 | Що може сказати про архітектуру людина без прописки? |
| — М. Жванецький |                                                      |

Подібна аргументація часто справляє враження на малограмотні маси, що не мають достатніх знань та навичок логічного мислення, щоб свідомо аналізувати об'єктивні слабкості аргументації, а котрі воліють безпідставно довіряти тому, хто в їх очах виглядає авторитетнішим.
Однією з форм переходу на особистості є знаходження легко критикованої особи, що має подібні з опонентом погляди на обговорювану проблему.
|  | — Держава повинна боротися з курінням! — Так? А ви знаєте, що державна програма по боротьбі з курінням була прийнята в Третьому Рейху, тому що Гітлер був переконаним противником тютюну? |

### Порочне коло
Аргумент доводиться з опорою на тезу, яка входить у сам аргумент.
```
Сенс життя
 
— в самому житті.
```

### Апеляція до очевидності, помилкова авторитетність
Аргументація демагога починається з виразів типу «кожному відомо, що …», «очевидно …», «наука давно довела …», «усі успішні бізнесмени знають, що …» і так далі. При цьому експлуатується помилкова гордість слухача (якщо щось подається як «загальновідоме», йому буває складно зізнатися навіть собі, що він про це ніколи не чув. Або ж наводяться уявні авторитети, які згідні з висловлюванням, що діє на людей, схильних довіряти авторитетам.
Як окремий прийом, можна виділити бездоказові твердження.

### Хибна альтернатива,помилкова дилема
Досить поширений прийом, заснований на приведенні як альтернативи двох варіантів з набагато більшої множини. Помилковою альтернативою є також згадка як альтернативних двох або декількох варіантів, які не є альтернативою один одному і основні ознаки яких можуть бути об'єднані в одному варіанті:
```
— Люба, ти не могла б не кричати на мене?
— Може, мені на колінах перед тобою повзати? 
```

## Мета демагогії
Демагогія може переслідувати будь-яку ціль.
У демагогії аргумент вважається «правильним», якщо він спрямований на користь цієї мети.